# Cethosia biblis
Espèce
Cethosia biblis est une espèce de lépidoptères (papillons) de la famille des Nymphalidae et de la sous-famille des Heliconiinae.

## Répartition et habitat
Cette espèce est présente au nord de l'Inde, en Asie du Sud-Est et au sud de la Chine. Elle vit dans les forêts.

## Description
Le cethosia biblis a une envergure moyenne de 8 à 9 cm. C'est un insecte diurne.

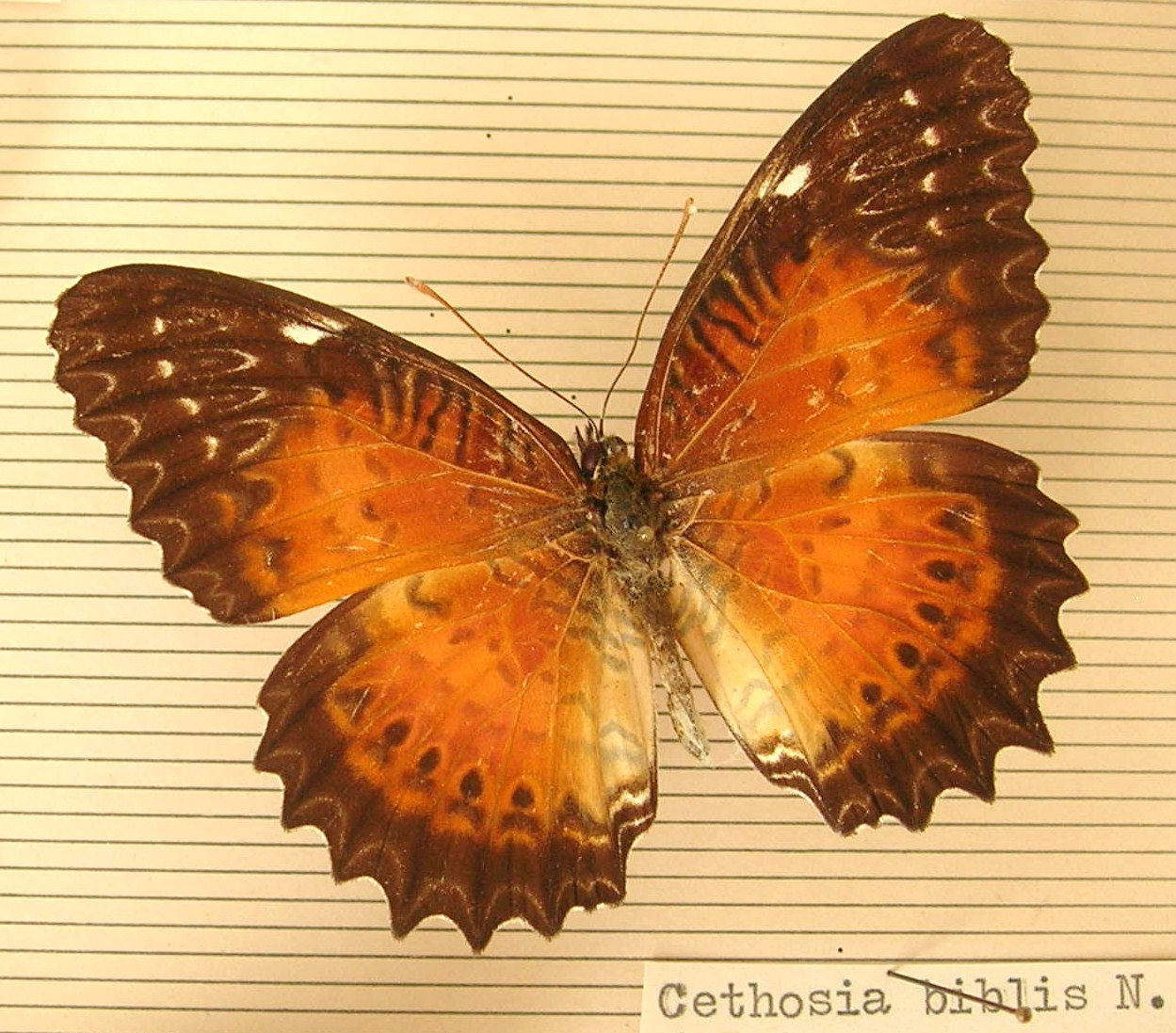
Cethosia biblis
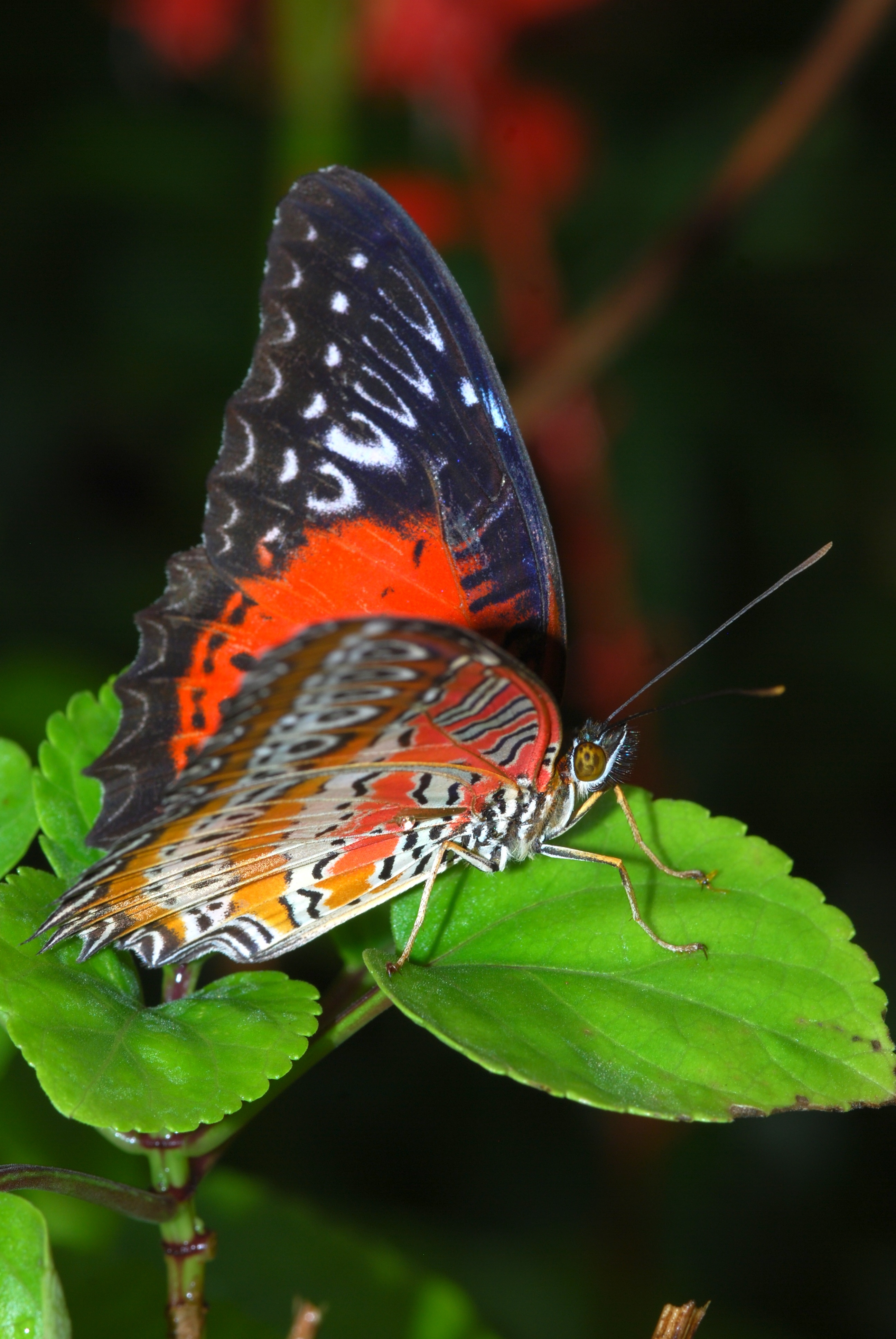
Pahang, Malaisie
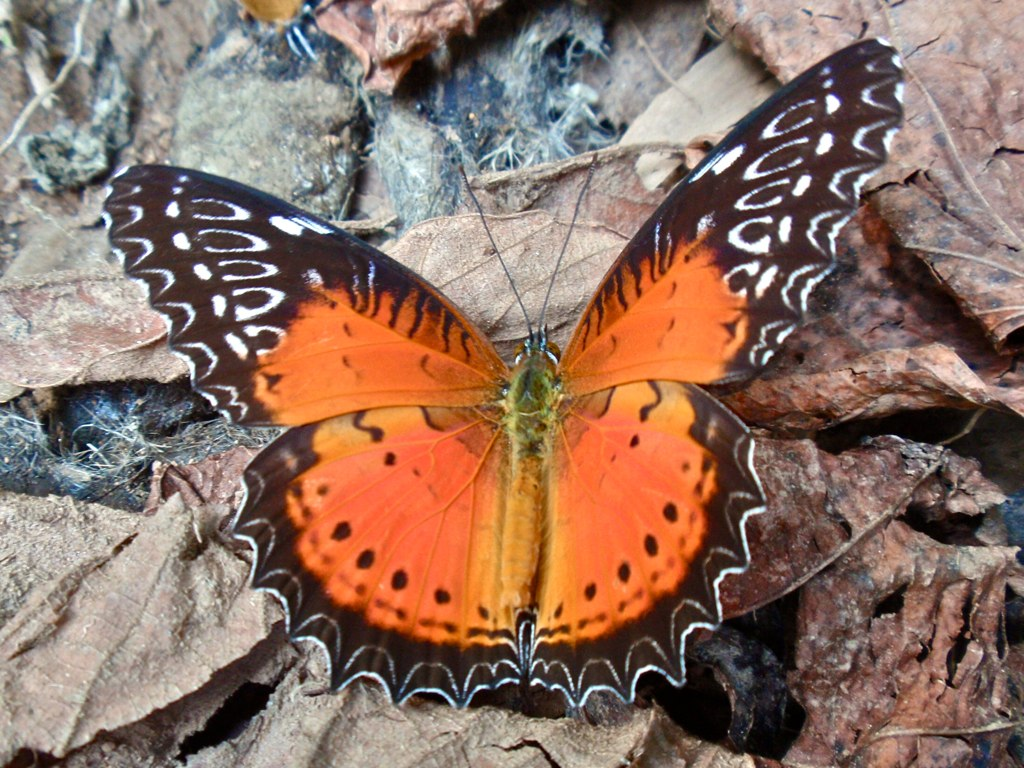
Chiang Rai, Thaïlande
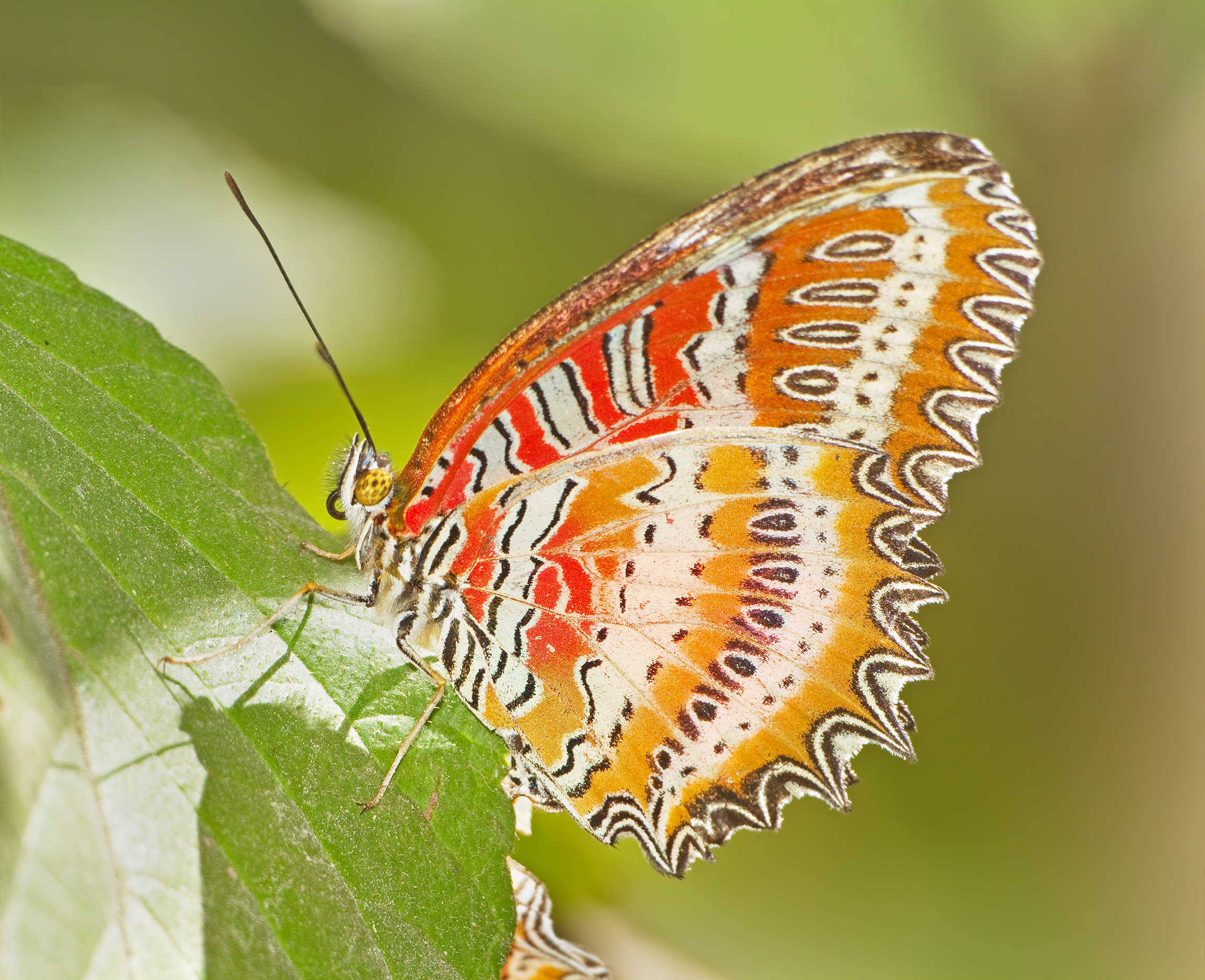
Parc national de Doi Inthanon, Thaïlande
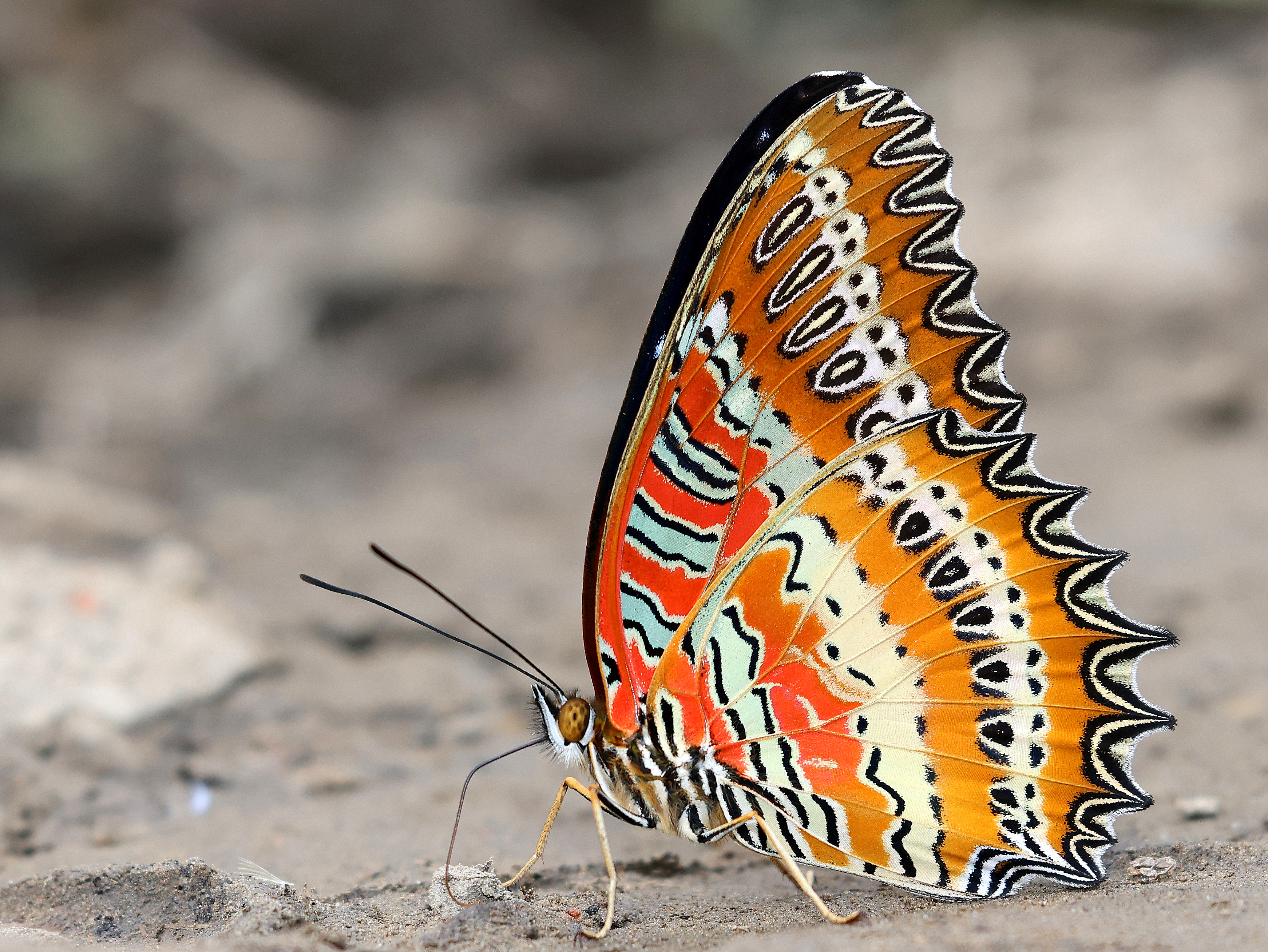
Cethosia biblis tisamena, Nagaland (Inde)

La chenille a des épines branchues toxiques et elle se développe sur les passiflores.

## Philatélie
Ce papillon figure sur une émission du Laos de 1965 (valeur faciale : 10 k). Il est aussi sur un timbre-poste d'Inde en  1981.
L'Australie a aussi utilisé ce papillon Y&T 2197 en 2004, valeur faciale 5c.

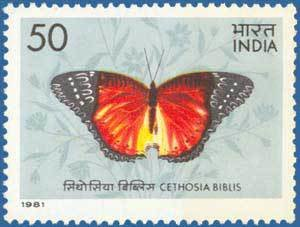
Timbre-poste d'Inde de 1981